# Filtr prywatyzujący
Filtr prywatyzujący – filtr nakładany na monitor lub ekran notebooka, który sprawia, że obraz na ekranie jest widoczny wyłącznie dla osoby siedzącej naprzeciw ekranu. Filtr działa na zasadzie mikrożaluzji.